# Sechen Gerel
 (mars 2025).
Sechen Gerel ou Sečen Gerel (mongol : ᠰᠡᠴᠡᠨᠭᠡᠷᠡᠯ, cyrillique : Сэцэн гэрэл, Sečen Gerel ; chinois simplifié : 斯琴格日乐 ; chinois traditionnel : 斯琴格日樂 ; pinyin : sīqín gérìlè), née le 18 décembre 1968 dans la Ligue de Xilin Gol, en Mongolie-intérieure, est une chanteuse chinoise de la minorité mongole, chantant en mandarin standard et mongol. Elle joue de la pop-rock et des musiques traditionnelles mongoles, incluant du khoomei.

## Biographie
Ne le 18 décembre 1968 dans la Ligue de Xilin Gol, en Mongolie-intérieure,.
En 1999, elle participe pour la première fois à la fête internationale de chansons populaire, à Nanning, capitale de la région autonome du Guangxi.